# Prix Aubry-Vitet
Le prix Aubry-Vitet, de la fondation du même nom, est un ancien prix annuel de soutien à la création littéraire, créé en 1937 par l'Académie française et « décerné à un écrivain ayant collaboré à la Revue des Deux Mondes, et se trouvant dans la gêne ».

## Liste des lauréats
- 1940 : Jacques Savarit
- 1941 : André Chesnier du Chesne[2]
- 1942 : Victor Giraud
- 1943 : Lucien Corpechot
- 1944 : André Chesnier du Chesne
- 1945 : Pierre Bernus
- 1947 : Roger Michael (1907-1957) pour Le chapeau de fer
- 1950 : Robert Viel (1904-1978) pour Le signe de Saturne
- 1960 : Yves-Gérard le Dantec (1898-1958)[3] pour l'ensemble de son œuvre
- 1963 : Victor Gauvin pour l'ensemble de son œuvre
- 1971 : Philippe Chabaneix pour l'ensemble de son œuvre